# آرمین (شاهنامه)
آرمین یا آرمین یا کِی‌آرمین (به انگلیسی: Kei Armin)، در شاهنامه نام چهارمین پسر کیقباد است. آرمین از نژاد فریدون شمرده شده‌است. فردوسی، در بیتی از شاهنامه این‌گونه از کی‌آرمین یاد کرده‌است:
| چهارمین کی آرمین بودیش نام |  | سپردند گیتی به آرام و کام |

## پیشینهٔ آرمین
در برخی از نسخه‌های شاهنامه به‌جای آرمین، آرش آمده‌است.
| نخستین چو کاووس با آفرین |  | کی آرش دوم و دگر کی پشین  |
| چهارم کجا آرشش بود نام   |  | سپردند گیتی به آرام و کام |

میترا مهرآبادی در شرح شاهنامه این‌گونه نوشته‌است:
آرش (Arash) که حکیم فردوسی بر حسب اقتضای شعری به این صورت آورده‌است، در اصل (کِی) اَرْشَن Arshan بوده‌است به معنای نَر یا اسب نَر. این نام به صورت‌های کی آرش، کیرش، قیرش و قیوس در آثار مورخان اسلامی تحریف شده‌است. اما نام کی‌نشین که توسط حکیم فردوسی ذکر شده‌است، در اصل (کی) پیسینَ Pisina بوده‌است که به صورت‌های پشین، فاشین و پیشین تحریف شده‌است. دانشنامهٔ ایرانیکا پیسینه در اوستا و پیشین در پارسی میانی را ریشهٔ افشین در فارسی معاصر می‌داند.
نام پسر آخر در روایت حکیم فردوسی (کی) آرمین Armin است که در سنت پارسیان به‌جای نام او نام بیَرْشَن Byaran آمده‌است که البته هیچ‌گونه شباهتی هم به نام آرمین ندارد و شاید به معنای دارندهٔ دو اسب نر باشد.